# John Beattie
John M. Beattie (Londres, 9 de abril de 1957) es un deportista británico que compitió en remo.
Participó en dos Juegos Olímpicos de Verano en los años 1980 y 1984, obteniendo una medalla de bronce en Moscú 1980 en la prueba de cuatro sin timonel. Ganó dos medallas de bronce en el Campeonato Mundial de Remo, en los años 1978 y 1979.

## Palmarés internacional
| Juegos Olímpicos   | Juegos Olímpicos          | Juegos Olímpicos  | Juegos Olímpicos   |
| Año                | Lugar                     | Medalla           | Prueba             |
| ------------------ | ------------------------- | ----------------- | ------------------ |
| 1980               | Moscú (URSS)              | Medalla de bronce | Cuatro sin timonel |
| Campeonato Mundial |                           |                   |                    |
| Año                | Lugar                     | Medalla           | Prueba             |
| 1978               | Cambridge (Nueva Zelanda) | Medalla de bronce | Cuatro sin timonel |
| 1979               | Bled (Yugoslavia)         | Medalla de bronce | Cuatro sin timonel |